# Primera División Femenina de baloncesto 1977-78
La temporada 1977-78 de la Liga Femenina fue la 15.ª temporada de la liga femenina de baloncesto. Se disputó entre 1977 y 1978, culminando con la victoria de Picadero J. C..

## Liga regular
| Pos. | Equipo               | Pts. | PJ | G  | E | P  | GF   | GC   | Dif. | Clasificación o descenso    |
| ---- | -------------------- | ---- | -- | -- | - | -- | ---- | ---- | ---- | --------------------------- |
| 1    | Picadero J. C.       | 63   | 22 | 21 | 0 | 1  | 1986 | 1141 | +845 | Campeón                     |
| 2    | Celta de Vigo        | 60   | 22 | 20 | 0 | 2  | 1884 | 1035 | +849 |                             |
| 3    | Club de Vacaciones   | 48   | 22 | 16 | 0 | 6  | 1679 | 1479 | +200 |                             |
| 4    | L'Oreal Alcalá       | 39   | 22 | 13 | 0 | 9  | 1614 | 1547 | +67  |                             |
| 5    | Club Juven           | 36   | 22 | 12 | 0 | 10 | 1451 | 1596 | −145 |                             |
| 6    | GE Iberia            | 33   | 22 | 11 | 0 | 11 | 1613 | 1544 | +69  |                             |
| 7    | Hispano Francés      | 33   | 22 | 11 | 0 | 11 | 1411 | 1350 | +61  |                             |
| 8    | Tabacalera La Coruña | 30   | 22 | 10 | 0 | 12 | 1334 | 1421 | −87  |                             |
| 9    | Tenerife Krystal     | 18   | 22 | 6  | 0 | 16 | 1277 | 1497 | −220 |                             |
| 10   | Baloncesto Valencia  | 15   | 22 | 5  | 0 | 17 | 1185 | 1656 | −471 |                             |
| 11   | Club Flavia          | 12   | 22 | 4  | 0 | 18 | 1220 | 1758 | −538 | Descenso a Segunda División |
| 12   | Stadium Casablanca   | 9    | 22 | 3  | 0 | 19 | 1183 | 1813 | −630 | Descenso a Segunda División |

 Fuente: BRD

## Postemporada
- Campeonas de la Primera División Femenina 1977-78: Picadero J. C. (3er título).
- Campeonas de la Copa de la Reina 1977-78: Picadero J. C. (3er título).
- Clasificadas para Copa de Europa de Campeonas 1978-79: Picadero J. C..
- Clasificadas para Copa Ronchetti 1978-79: Celta de Vigo y Tenerife Krystal.
- Descendidas a Segunda División:  Stadium Casablanca y Club Flavia.
- Ascendidas de Segunda División:  Universitario de Valladolid (el Vilassar de Mar renuncia al ascenso, por lo que la próxima temporada habrá sólo 11 equipos).